# クロちゃんのパシれ!メロス
『クロちゃんのパシれ!メロス』とは、テレビ長崎製作のクロちゃんの冠番組である。
2019年4月7日より、日曜（土曜深夜）に放送を開始、2022年3月13日に終了した。

## 出演者
- クロちゃん (安田大サーカス)
- Happy だんばら - ナレーション[3]

## ネット局
| 放送対象地域 | 放送局     | 放送日時                     | 備考   |
| ------------ | ---------- | ---------------------------- | ------ |
| 長崎県       | テレビ長崎 | 日曜 1:15 - 1:45（土曜深夜） | 制作局 |